# Marathonbet
Marathonbet è un bookmaker online che ha sede a Brighton, nel Regno Unito. L'azienda, che opera in Italia con regolare autorizzazione AAMS, offre scommesse sportive online, prevalentemente nel mercato europeo.

## Panoramica
Marathonbet offre opportunità di scommesse pre-partita e live di sport ed eventi attraverso le sue scommesse sportive online. Sono inoltre disponibili casinò online e live casino. Tutti i prodotti Marathonbet, oltre ai giochi da casino, sono sviluppati internamente. A luglio 2013 Marathonbet ha lanciato un bookmaker mobile per dispositivi Android, iOS e tablet.
Oltre al suo prodotto online, il marchio possiede in diverse nazioni europee, e non solo, numerose agenzie autorizzate, le quali operano in franchising. Le società che operano con il marchio Marathonbet sono autorizzate, oltre che nel Regno Unito, anche in altri paesi come Alderney, Curaçao, Italia e Spagna.

## Sponsorizzazioni
Nel corso degli anni Marathonbet ha accresciuto la propria presenza soprattutto nel mondo del calcio attraverso un certo numero di sponsorizzazioni di club in Inghilterra, Russia, Scozia, Spagna, Italia, e Ucraina.
La società inglese ha sottoscritto contratti come main sponsor di squadre di calcio come Fulham, Hibernian e Malaga, mentre ha stretto accordi di partnership con Dinamo Kiev e Dinamo Mosca, oltre a vari club d'Oltremanica tra cui Derby County, West Ham Utd, Tottenham, Liverpool, Manchester Utd e Middlesbrough.
Nel giugno 2018 Marathonbet ha siglato un accordo di partnership con la squadra campione d'Inghilterra in carica del Manchester City, mentre il mese successivo viene ufficializzata la sponsorizzazione biennale del club spagnolo del Girona. Il 17 agosto viene invece ufficializzata quella con la Lazio, che risulterà di durata annuale.
Nel giugno 2019 il bookmaker online inglese diventa main sponsor della squadra andalusa del Siviglia.